# Yū Suzuki
Yū Suzuki (jap. 鈴木裕 Suzuki Yū; ur. 10 czerwca 1958) – japoński twórca gier komputerowych, stojący na czele oddziału Sega AM2, uważany za odpowiedź Segi na Shigeru Miyamoto z Nintendo. Twórca wielu automatowych hitów Segi, obecnie prowadzi własną firmę YsNet.

## Kariera
Do Segi dołączył w roku 1983, pierwszą grą, przy której współpracował, było Champion Boxing na Sega SG-1000. Później, kierowane przez niego studio wydało takie automatowe gry, jak  Hang-On, After Burner, After Burner II, Space Harrier, Virtua Racing, Virtua Fighter, czy Virtua Cop. W 1999 roku wydał na Dreamcasta bardzo rozbudowaną i nietypową grę Shenmue, która w 2001 roku doczekała się sequela Shenmue II.

## Uznanie w branży
Portal IGN umieścił Yū Suzukiego na 9. miejscu największych twórców gier, a w trakcie Gamelab Barcelona 2014 został uhonorowany tytułem „Legend Award”. Został również wprowadzony jako szósta osoba do galerii sław Akademii Sztuk i Nauk Interaktywnych oraz zdobył nagrodę Golden Joystick Awards 2019 za swój wkład w gry.